# 松浦圓
松浦圓，日本女性漫畫家。

## 簡歷
1999年、获得千葉徹彌賞優秀新人将。之後有一段時間擔任助手的職務。2001年於《別冊Young Magazine》上發表出道作《ウッハ!ハーレム学生寮》。「ハーレム学生寮」成為作者第一部連載的長篇漫畫，單行本全7卷。之後便以《Young Magazine》系列雜誌上進行主要作品執筆。

## 作品列表
- 快樂學生寮（ウッハ!ハーレム学生寮）（別冊Young Magazine→週刊Young Magazine、全7卷）東立出版
- DYNAMITE☆BEAUTY 爆彈☆鮮師（ダイナマイト☆ビューティー!!）（週刊Young Magazine、全2卷）台灣東販
- 魔法少女不思議大作戰（魔嬢っ子リーナの不思議大作戦）（別冊Young Magazine、原作：原田重光、全3卷）長鴻出版社
- うざりの（月刊Young Magazine、單行本未發行）

## 外部連結
- プロのマンガ家さんに聞く30の質問／松浦まどか （页面存档备份，存于）